# Comarque d'Ezcaray
La comarque d'Ezcaray, (La Rioja - Espagne) se situe dans la région Rioja Alta, de la zone de Montagne.

## Municipalités
- Ezcaray
- Ojacastro
- Pazuengos
- Valgañón
- Zorraquín.

### Sources
- (es) Cet article est partiellement ou en totalité issu de l’article de Wikipédia en espagnol intitulé « Comarca de Ezcaray » (voir la liste des auteurs).